# あべのHoop
- 天王寺 > あべのHoop
- 近鉄百貨店 > あべのハルカス近鉄本店 > あべのHoop

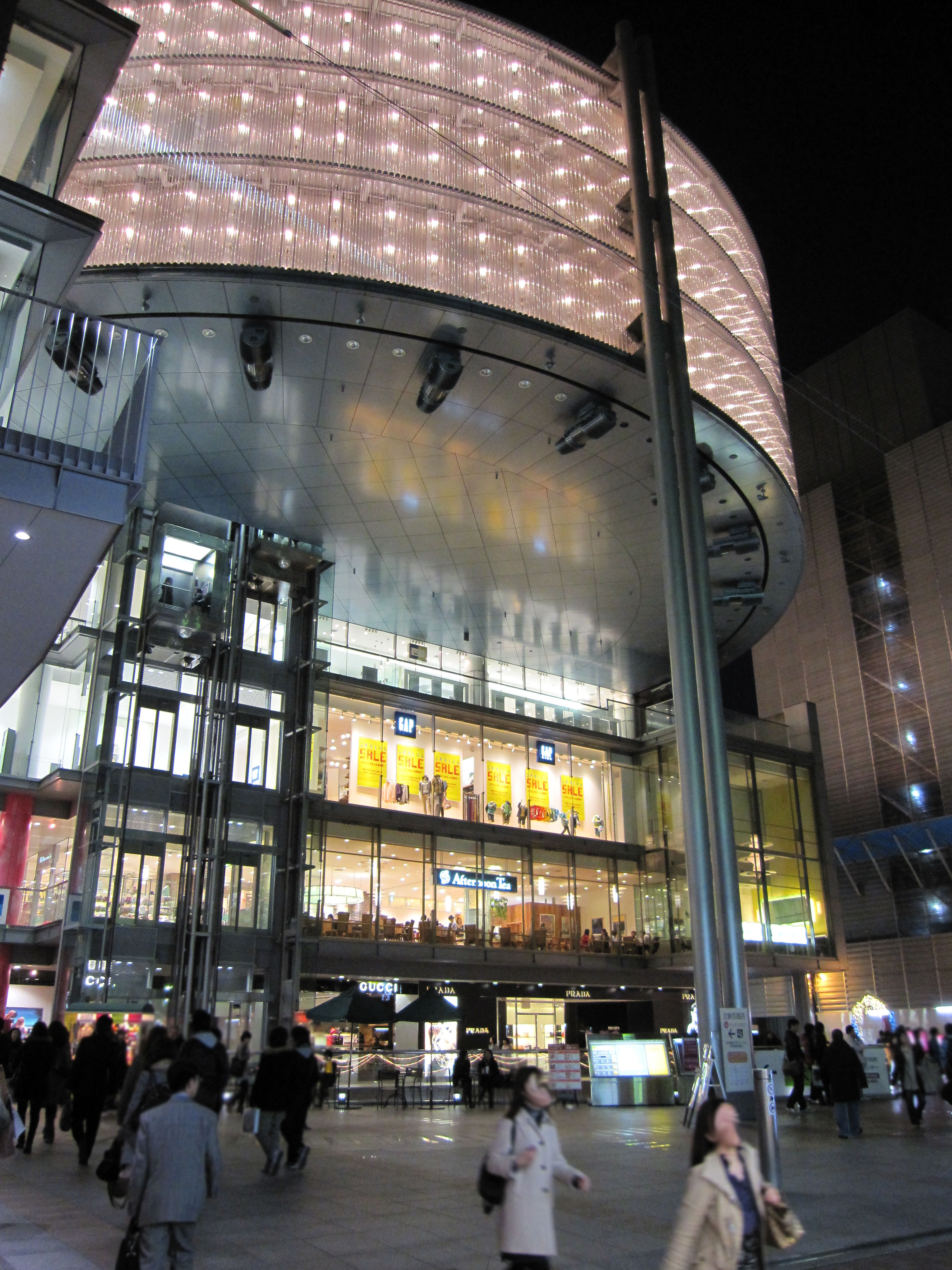
あべのHoopの夜景
（大阪阿部野橋駅南出口から撮影）

あべのHoop（あべのフープ）は、大阪府大阪市阿倍野区の近鉄大阪阿部野橋駅南側にあるファッションビル。近鉄百貨店の商業開発本部が運営している。

## 概要
現在Hoopが所在する場所には、もともと近鉄百貨店阿倍野店（現在のあべのハルカス近鉄本店）の別館があった。近鉄百貨店はこの地に、従来の阿倍野本店では囲みきれていない世代層を阿倍野地区に誘導するため、新別館を建設することを計画、2000年（平成12年）9月1日に開業した。なお、当ビルの設置者は近畿日本鉄道（近鉄）、運営者は近鉄百貨店である。
館内には、元来阿倍野・天王寺地区には少なかったブランド品を扱うセレクトショップが多く、また関西初進出のショップも多い。バブル経済破綻後、再開発事業が頓挫し、衰退しつつあった阿倍野地区を活性化させる契機となった。第22回大阪都市景観建築賞建築士会長賞を受賞。

## あべのハルカス開業に伴う措置
2007年（平成19年）、近鉄百貨店阿倍野店本館を含む阿部野橋ターミナルビルの建て替えを発表。工事は順調に進み、2014年3月7日、あべのハルカスが開業した。近鉄百貨店阿倍野店は「あべのハルカス近鉄本店」と改称した。
建て替えは旧館（現・タワー館）のみであったが、改築期間中に百貨店の売場が半減するため、2008年（平成20年）9月、隣接してあべのandが開業すると、ロフトや無印良品等の有力テナントをandに移転させ、近鉄百貨店に入居していたHMVや近鉄ブックセンター、百貨店内のアパレルショップや専門店街「ラ・セレナ」の一部店舗をHoopに移転、近鉄百貨店の売場を補完することになった（その後HMVは、あべのキューズモールの開業に伴って店舗を移転し、あべのHoop店は2011年（平成23年）3月28日で閉店した）。
2012年（平成24年）から2年間、Hoopも大改装を行い、西日本初出店のセレクトショップやスポーツ用品の大型専門店、行列ができる人気のカフェ等、ファッションからグルメまで新規店舗が多数出店した。全56区画中、新規出店が34店、改装店舗が8店となり、全館の7割以上をリニューアルした。同時にあべのハルカス近鉄本店2Fと連絡通路でつながり、南隣のあべのandとともに回遊性が高まった。あべのハルカス改装期間中にHoopに移転して営業していたアパレルショップや「ラ・セレナ」の店舗の一部は、あべのハルカス近鉄本店内の「solaha」に再度移転し営業を続けている。
近鉄百貨店は、あべのハルカス近鉄本店を「モノ・コト・ヒトが出会う街のような場」、Hoopを「新・大人のための自分スタイル編集館」、andを「都市生活素材館」と位置づけ、あべのハルカス近鉄本店を主軸に、2つの専門店ビルとの「3館連携体制」を強化していく。。

## 主なテナント
- タワーレコード（2011年4月26日オープン）
- シップス
- トゥモローランド
- ギャップ
- オリヒカ
- オニツカタイガー
- アディダス
- ABCマート
- スターバックス
- マクドナルド（2012年8月31日オープン）
西日本初の「McCafe by Barista（マックカフェ バイ バリスタ）」併設店[4]。
- バナナ・リパブリック-一度撤退するも2022年に1階に再オープン
- ファミリーマート

### 過去に出店していたテナント
- あべのロフト - あべのandへ移転
- 無印良品 - あべのandへ移転
- HMVあべのHoop店 - 2011年3月28日閉店。同年4月26日、あべのキューズモールに「HMV SPOT」として移転オープン。跡地にはタワーレコードが出店
- 近鉄ブックセンター - 2013年10月9日閉店。翌10日、入れ替わるようにあべのハルカス近鉄本店にジュンク堂書店がオープン。跡地にはスタンダードブックストアが出店
- アニエスベー（FEMME HOMME） - 阿倍野地区より撤退
- アフタヌーンティー・リビング - 2013年2月28日閉店
- KIHACHI・KIHACHI SOFTCREAM - 2012年3月31日閉店
- ビームス
- ユナイテッドアローズ
- キルフェボン
- パンケーキ専門店「Butter（バター）」（2012年12月13日オープン[5]）-2023年3月に閉店、跡地にはホリーズカフェ
- サッカーショップ加茂-2023年2月閉店

## アクセス
- 近鉄南大阪線・大阪阿部野橋駅 - 阿倍野口よりすぐ。
- 西日本旅客鉄道（JR西日本）大阪環状線・関西本線（大和路線）・阪和線天王寺駅 - 南口より徒歩約3分
- Osaka Metro御堂筋線・谷町線天王寺駅 - 9号出口より徒歩約1分
- 阪堺電車上町線天王寺駅前駅 - 歩道橋及び地下道より徒歩